# Louise Windsor
Louise Windsor (Louise Alice Elizabeth Mary Mountbatten-Windsor), född 8 november 2003, är en medlem av den brittiska kungafamiljen. Hon är dotter till Prins Edward, hertig av Edinburgh och Sophie, hertiginna av Edinburgh (född Rhys-Jones).

## Titulatur
Vid Louise födelse bestämdes det att hon skulle tituleras Lady Louise Windsor som dottern till en earl, trots att hon som barnbarn till en regerande monark (framlidna drottning Elizabeth II) är berättigad att tituleras som kunglig höghet och prinsessa. Hennes föräldrar hoppades på det sättet undvika en del av de negativa sidorna som följer av att vara en kunglighet.